# Craig Foster (director)
Craig Foster es un cineasta y documentalista sudafricano, cofundador del Sea Change Project. Obtuvo reconocimiento internacional con el documental Mi maestro el pulpo (2020), el cual protagonizó. En el curso de su rastreo submarino, Foster descubrió ocho nuevas especies de camarones. Una de ellas, Heteromysis fosteri, recibió su nombre.

## Carrera
En 2012, cofundó el Sea Change Project, un grupo sin ánimo de lucro para proteger la vida marina y generar conciencia sobre la importancia del bosque de algas en Sudáfrica. Al realizar los documentales The Great Dance: A Hunter's Story (2000) y My Hunter's Heart (2010), aprendió algunas de las técnicas de rastreo de animales del pueblo San del desierto de Kalahari.

### Mi maestro el pulpo
Foster fue el protagonista, productor y fotógrafo de una película original de Netflix de 2020 llamada Mi maestro el pulpo, dirigida por Pippa Ehrlich y James Reed. El filme relata su experiencia buceando en los bosques de algas en un lugar remoto de la Bahía Falsa, cerca de Ciudad del Cabo, todos los días durante un año. En sus expediciones encontró un pulpo común que empezó a confiar en él y volvió a visitarlo y a filmarlo cada día durante ese año. El documental recibió aclamación crítica y varios premios y reconocimientos, entre ellos un Premio Óscar en la categoría de mejor documental.

## Plano personal
Foster está casado con la documentalista y periodista medioambiental india Swati Thiyagarajan. Tiene un hijo llamado Tom.

## Filmografía destacada
- The Great Dance: A Hunter's Story (2000, director)
- Africa Unbottled (2001, director)
- Cosmic Africa (2003, director)
- My Hunter's Heart (2010, director)
- Into the Dragon's Lair (2010, director de fotografía)
- Wild Walk (2010 TV series, director)
- Touching the Dragon (2013, director)
- Dragons Feast (2014, director)
- Mi maestro el pulpo (2020, productor y director de fotografía)